# Renfe AV City
A Renfe AV City a Renfe spanyol állami vasúttársaság által 2014 és 2020 között nyújtott nappali nagysebességű személyszállítási szolgáltatássorozat volt 2014 és 2020 között.
Jellemzője volt, hogy az S-104, az S-114 és az S-121 sorozatú (az Avantban általánosan használt) vonatokat használták, és hiányzott a Preferente osztály, valamint más kiegészítő szolgáltatások, amelyeket a hagyományos AVE-vonalakon kínálnak. Végsebessége 250 km/h.
2020. június 22-én az AV City márka megszűnt a Renfe Intercity javára, amely több távolsági járatot egyesít ugyanezen a néven.

## Szolgáltatások
Az AV City szolgáltatásait az jellemezte, hogy az AVE-kínálat kiegészítéseként, kedvezőbb árakon, az ügyfelek mobilitásának megkönnyítése és növelése érdekében indították el. Minden AV City járat nagysebességű vonalakon közlekedett 200–250 km/h maximális sebességgel.
Az AVE vonatokkal szembeni különbség nemcsak a kisebb végsebességben rejlett, hanem abban is, hogy nem álltak rendelkezésre kiegészítő szolgáltatások, amelyek drágábbá tették a terméket. Minden járművön volt büfé, WC, mozgáskorlátozottaknak fenntartott külön ülések, valamint Turista és Turista Plus osztályok.

## Járatok
Az AV City járatai a Madrid-Puerta de Atocha - Sevilla Santa Justa, Madrid-Chamartín - León/Zamora, Madrid-Puerta de Atocha - Zaragoza Delicias és Valencia-Joaquín Sorolla - Málaga-María Zambrano vonalakon közlekedtek.
| Kiindulási állomás       | Útvonal | Célállomás            | Gyakoriság      |
| ------------------------ | --- | --------------------- | --------------- |
| Madrid-Puerta de Atocha  | Ciudad Real - Puertollano - Villanueva de Córdoba-Los Pedroches - Córdoba                                        | Sevilla-Santa Justa   | 2 pár naponta   |
| Madrid-Puerta de Atocha  | Guadalajara-Yebes - Calatayud                                                                                    | Zaragoza Delicias     |                 |
| Madrid-Chamartín         | Segovia-Guiomar - Valladolid-Campo Grande - Palencia                                                             | León                  | egy pár naponta |
| Madrid-Chamartín         | Segovia-Guiomar - Medina del Campo-AV - Zamora                                                                   | Zamora                | egy pár naponta |
| Valencia-Joaquín Sorolla | Cuenca-Fernando Zóbel - Ciudad Real - Puertollano - Córdoba-Central - Puente Genil-Herrera - Antequera-Santa Ana | Málaga-María Zambrano |                 |
| Barcelona - Sants        | Campo de Tarragona - Lérida Pirineos                                                                             | Zaragoza Delicias     | egy pár naponta |